# Johannes Westra van Holthe
Johannes Westra van Holthe (Assen, 11 september 1898 – Zwolle, 15 augustus 1978) was een Drents archivaris en publicist.

## Biografie
Westra werd geboren als zoon van burgemeester mr. Johannes Govert Westra van Holthe (1867-1938) en Wilhelmina Aleida Homan (1871-1943), dochter van de Commissaris der Koningin, mr.  Johannes Linthorst Homan (1844-1926). Zijn voorouders bewoonden verscheidene (voormalige) Drentse havezaten, zijn ouders Oldengaerde waar zijn moeder ook overleed. Hij trouwde in 1938 met actuaris Clara Johanna barones Sloet van Oldruitenborgh (1908-1996), lid van de familie Sloet die eeuwenlang, en tot in de 21e eeuw havezaten in Vollenhove bezat. Uit het huwelijk werden vijf kinderen geboren.
Westra werd archiefambtenaar bij de rijksarchieven in de provincies Drenthe en Overijssel. Hij publiceerde over de geschiedenis van beide provincies, waarbij hij ook publiceerde over de havezaten die eigendom van zijn eigen voorouders en van die van zijn vrouw waren geweest. Zijn eerste publicatie betrof echter 'Een merkwaardig grafperk in de Zuiderkerk te Enkhuizen' (1929). Hij publiceerde voorts in  Drente, De Navorscher en de Nieuwe Drentse volksalmanak.
Zijn belangrijkste publicatie betrof Genealogische en heraldische gedenkwaardigheden in en uit de kerken der provincie Drenthe (1937) dat hij samen met mr. dr. Jan Belonje (1899-1996) schreef en dat paste in een 13-delige reeks waaraan ook mr. Paul Constant Bloys van Treslong Prins (1873-1940) verschillende delen had bijgedragen. Een ander standaardwerk dat hij publiceerde was dat over de Drentse ridderschap, waarmee hij in de voetsporen trad van zijn verre verwant Willem Jan d'Ablaing van Giessenburg (1813-1892); zijn vrouw was een dochter van de laatste Nederlandse telg van dat geslacht: Maria Digna barones d'Ablaing van Giessenburg (1881-1972). Een laatste belangrijk werk was dat over de havezaten in Vollenhove, de havezaten die allemaal eigendom geweest waren van de familie van zijn vrouw.